# Old Lyme
Old Lyme város az USA Connecticut államában, New London megyében. Lakosainak száma 7628 fő (2020. április 1.).

## Népesség
A település népességének változása:

| 2010 | 7 603 |
| 2020 | 7 628 |